# Tarik Black
Tarik Bernard Black (nacido el 22 de noviembre de 1991 en Memphis, Tennessee) es un jugador de baloncesto estadounidense que pertenece a la plantilla del ASVEL Lyon-Villeurbanne de la LNB Pro A de Francia. Con 2,06 metros de estatura, juega en la posición de pívot.

## Trayectoria deportiva

### Universidad

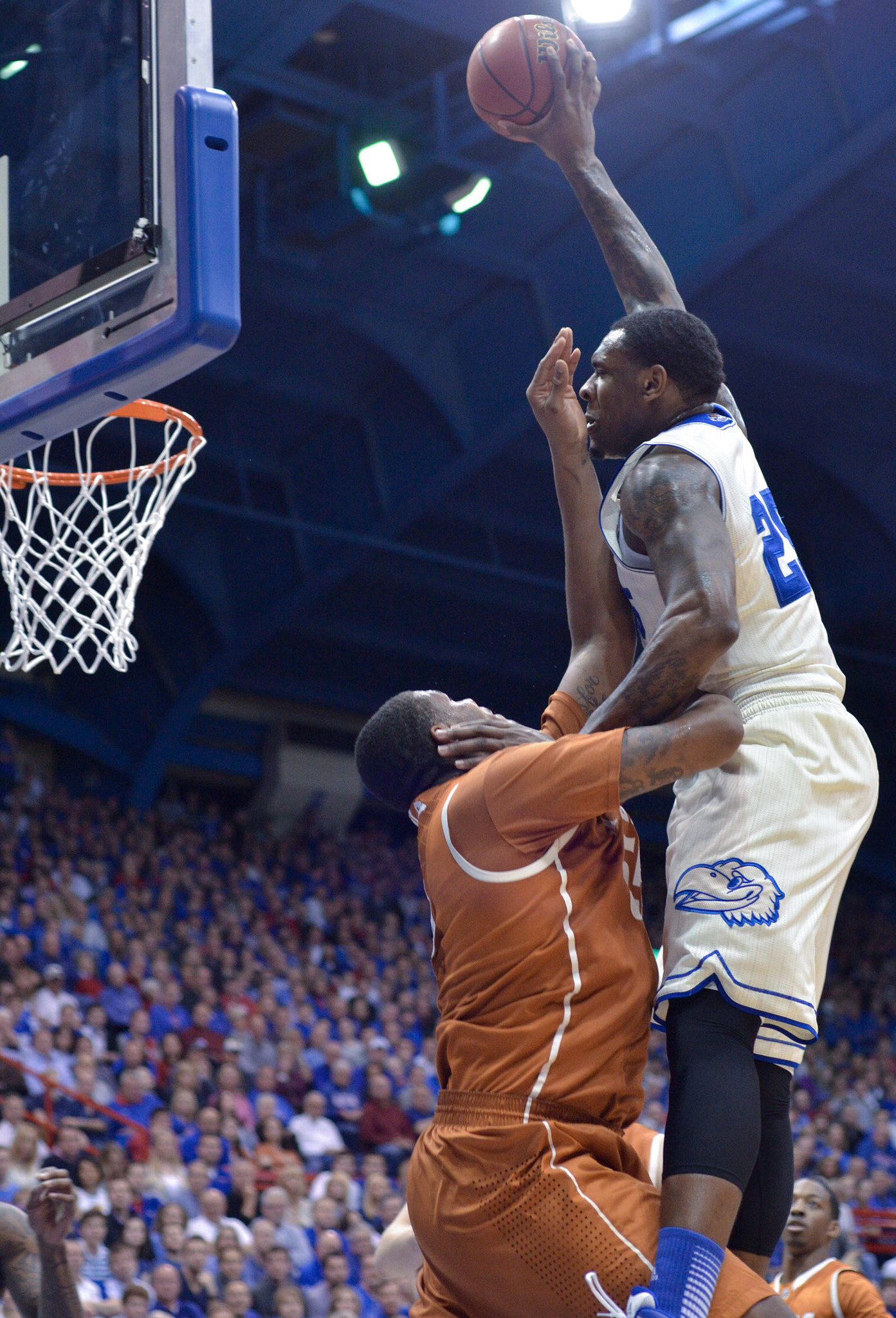
Tarik Black con Kansas en 2014.

Black jugó tres temporadas para los Tigers de la Universidad de Memphis, en las que promedió 9,3 puntos, 4,9 rebotes y 1,3 tapones en 23 minutos por partido con un 60% de acierto en tiros de campo. En 2011, fue incluido en el mejor quinteto de freshman de la Conference USA. Al año siguiente, fue elegido en el segundo mejor quinteto y el mejor quinteto defensivo de la conferencia. Tras tres temporadas, se transfirió a los Jayhawks de la Universidad de Kansas. En su única temporada con los Jayhawks, promedió 5,5 puntos y 3,9 rebotes en 13,5 minutos por partido.

### Profesional

#### NBA
Después de no ser elegido en el Draft de la NBA de 2014, Black se unió a los Houston Rockets para disputar la NBA Summer League de ese año. El 27 de agosto de 2014, Black firmó un contrato de dos años para jugar con los Rockets. El 28 de octubre de 2014, Black hizo su debut como profesional contra Los Angeles Lakers, donde registró 2 puntos y 2 rebotes
.
El 26 de diciembre de 2014, fue despedido por los Rockets para contratar a Josh Smith. Dos días más tarde, fue reclamado de la lista de los despedidos por Los Angeles Lakers.
Jugó dos temporadas y media en Los Ángeles, alternando con el equipo filial de la G League, Los Angeles D-Fenders. Hasta que el 1 de julio de 2017, fue cortado por los Lakers.
Regresó por una temporada a Houston, firmando el 17 de julio de 2017.

#### Europa
El 20 de agosto de 2018, firma un año con el equipo israelí, el Maccabi Tel Aviv.
El 18 de junio de 2019 renueva por dos temporadas. Pero tras un año, el 23 de mayo de 2020, se desliga del equipo.
El 14 de enero de 2021, firma por el Zenit de San Petersburgo de la VTB United League. Juega en Rusia hasta el 20 de julio, cuando oficialmente ambas partes rompen el contrato.

#### G-League
El 27 de septiembre de 2021, vuelve a la NBA al firmar con los Denver Nuggets, pero acabó siendo asignado a su filial en la G League, los Grand Rapids Gold.

#### Regreso a Europa
El 27 de febrero de 2022, firma por el Bahçeşehir Koleji de la Basketbol Süper Ligi (BSL) turca.
El 31 de julio de 2022 firma por el Olympiakos B. C. griego.
El 12 de febrero de 2024 firmó con Pallacanestro Reggiana de la Lega Basket Serie A.
El 11 de julio de 2024 firmó con LDLC ASVEL de la LNB Élite y la Euroliga.

## Estadísticas de su carrera en la NBA

### Temporada regular
| Año     | Equipo      | PJ  | PT | MPP  | %TC  | %3P  | %TL  | RPP | APP | ROB | TPP | PPP |
| ------- | ----------- | --- | -- | ---- | ---- | ---- | ---- | --- | --- | --- | --- | --- |
| 2014-15 | Houston     | 25  | 12 | 15.7 | .542 | .000 | .517 | 5.1 | .3  | .2  | .1  | 4.2 |
| 2014-15 | L.A. Lakers | 38  | 27 | 21.1 | .589 | .000 | .562 | 6.3 | .9  | .3  | .6  | 7.2 |
| 2015-16 | L.A. Lakers | 39  | 0  | 12.7 | .548 | .000 | .422 | 4.0 | .4  | .4  | .5  | 3.4 |
| 2016-17 | L.A. Lakers | 67  | 16 | 16.3 | .512 | .500 | .752 | 5.1 | .6  | .4  | .7  | 5.7 |
| 2017-18 | Houston     | 51  | 2  | 10.5 | .591 | .091 | .460 | 3.2 | .3  | .4  | .6  | 3.5 |
| Total   | Total       | 220 | 57 | 15.1 | .550 | .143 | .582 | 4.7 | .5  | .4  | .5  | 4.9 |

### Playoffs
| Año   | Equipo  | PJ | PT | MPP | %TC  | %3P | %TL | RPP | APP | ROB | TPP | PPP |
| ----- | ------- | -- | -- | --- | ---- | --- | --- | --- | --- | --- | --- | --- |
| 2018  | Houston | 7  | 0  | 2.7 | .250 | -   | -   | .9  | .3  | .0  | .1  | .3  |
| Total | Total   | 7  | 0  | 2.7 | .250 | -   | -   | .9  | .3  | .0  | .1  | .3  |